# Sie (1970)
Sie ist ein Dokumentarfilm des DEFA-Studios für Kurzfilme von Gitta Nickel aus dem Jahr 1970. 

## Handlung
Die Gynäkologin Dr. Gisela Otto geht über den Berliner Alexanderplatz, um sich zum VEB Textilkombinat Treff-Modelle zu begeben, wo sie einen Vortrag halten möchte. Dort lässt sie sich vom Parteisekretär der SED durch den Betrieb für Damen-Oberbekleidung führen, um diesen und die Mitarbeiterinnen genauer kennenzulernen. Hier erfährt sie, dass von den 1300 Angestellten 90 Prozent Frauen sind. Von den eingesetzten Meistern sind etwa 85 Prozent Frauen und die derzeitige Produktionsdirektorin bereitet sich darauf vor, Direktorin des Betriebes zu werden. Die Frauen äußern sich offen über die Probleme, welche die Funktion eines Meisters mit sich bringt.
Nun wird die Ärztin Gisela Otto etwas genauer vorgestellt, deren  Hauptbeschäftigung das Gebiet der Zytodiagnostik betrifft. Seit fünf Jahren ist sie Fachärztin für Gynäkologie und Geburtshilfe und arbeitet jetzt an dem Abschluss als Fachärztin für Sozialhygiene. In diesem Zusammenhang ist auch der Vortrag zu sehen, den sie vor einem Teil der Frauen des Betriebes hält. Sie spricht über Partnerbeziehungen, Familienplanung, den richtigen Zeitpunkt für die Qualifizierung der Frauen, die Wichtigkeit von Kindergärten und vieles andere mehr. Dabei kommt es zu einem regen Gedankenaustausch unter den Teilnehmerinnen. Unterbrochen wird diese Diskussion nur durch Filmaufnahmen, welche die Ärztin während der Unterstützung bei der Geburt eines Kindes im Krankenhaus zeigen.
Leitende Frauen sprechen über ihre Arbeit, wie sie damit zurechtkommen und es geht darum, neue Kolleginnen für höhere Funktionen zu gewinnen. Bisher sind in dieser Leitungsebene noch die männlichen Kollegen in der Überzahl. Die BGL-Vorsitzende des FDGB wird als positives Beispiel gezeigt, wie sich Familie und Betrieb vereinbaren lassen. Die Kamera begleitet sie und ihren Mann bei der Hausarbeit, an der beide aktiv beteiligt sind. Im Betrieb ist sie bei allen Kolleginnen beliebt, da sie sich um deren Probleme kümmert. So kann sie einer Arbeiterin die freudige Mitteilung überbringen, dass diese endlich eine Wohnung bekommt. Aber sie ist auch Ansprechpartnerin für viele andere Sachen, da sie bereits seit vielen Jahren an mehreren Stellen im Betrieb gearbeitet hat und somit von den Kolleginnen als eine der Ihren anerkannt wird.

## Produktion und Veröffentlichung
Sie wurde von der Künstlerischen Arbeitsgruppe (KAG) effekt als Schwarzweißfilm gedreht und hatte nach einer Voraufführung im Berliner VEB Treff-Modelle am 16. Oktober 1970 seine Uraufführung zur 13. Internationalen Leipziger Dokumentar- und Kurzfilmwoche für Kino und Fernsehen am 27. November 1970
Die Dramaturgie lag in den Händen von Hans Drawe.

## Kritik
Im Neuen Deutschland behaupten Horst Knietzsch, Jochen Reinert und Peter Berger in einem Beitrag zur 13. Internationalen Leipziger Dokumentar- und Kurzfilmwoche für Kino und Fernsehen, dass der Film auf dem Festival eine besondere Stellung einnimmt:

„Er gehört zu den wenigen Beiträgen, die den sozialistischen Alltag auf die Leinwand bringen und in denen Probleme und Konflikte sozialistischer Zeitgenossen aufgespürt werden.“

Auch Günter Sobe vertritt in der Berliner Zeitung zum gleichen Anlass eine ähnliche Meinung:

„Wenn der DEFA-Film ‚Sie‘ (Gitta Nickel) über Leben, Lieben und Ansichten von Frauen der DDR ausgezeichnet wurde, so gewiß nicht zuletzt deshalb, weil er etwas von der geistigen Emanzipation des Menschen der sozialistischen Länder schlechthin reflektiert.“

Für Manfred Meier von der Neuen Zeit steht zum gleichen Anlass fest, dass Gitta Nickel mit ihrem Film einen wertvollen Beitrag zum Bild des neuen Menschen und der Gesellschaft leistet:

„Hier ist in erfrischend lockerer Form, durch grafische Elemente und Songs belebt, das Problem der Gleichberechtigung und Qualifizierung der Frau behandelt, am Beispiel von Mitarbeiterinnen eines Berliner Konfektionsbetriebes. Die Kamera (Niko Pawloff) schaut diesen Frauen ins Gesicht und ins Herz, die Porträts erfassen Wesentliches, und daraus formt sich ein Bild von der Situation der Frau in der DDR –  sozialistischer Alltag ist humorvoll beschworen.“

## Auszeichnungen
- 1970: Internationale Leipziger Dokumentar- und Kurzfilmwoche für Kino und Fernsehen – Silberne Taube